# Cleto Maule
Cleto Maule (Gambellara, 14 maart 1931 – Golfo Aranci 28 juli 2013) was een Italiaans wielrenner.
Hij was prof van 1954 tot 1961. Hij won in zijn eerste jaren bij de beroepsrenners diverse klassiekers, waaronder de Ronde van Lombardije, en miste in 1956 net het podium in de Ronde van Italië, waar hij wel een etappe over de beruchte Stelvio op zijn naam schreef.

## Belangrijkste overwinningen
1954
Gran Premio della Liberazione
1955
Ronde van Lombardije
Milaan-Turijn
1956
18e etappe Ronde van Italië
Ronde van de Apennijnen
1957
5e etappe deel A Rome-Napels-Rome
1958
Ronde van de Apennijnen

## Resultaten in voornaamste wedstrijden
| Jaar | Ronde van Italië | Ronde van Frankrijk | Ronde van Spanje |
| ---- | ---------------- | ------------------- | ---------------- |
| 1954 |                  |                     |                  |
| 1955 | opgave           |                     |                  |
| 1956 | 4e (1)           |                     |                  |
| 1957 | 17e              |                     |                  |
| 1958 | 46e              |                     |                  |
| 1959 | 63e              |                     |                  |
| 1960 | 88e              |                     |                  |

| Jaar | Milaan-San Remo | Parijs-Roubaix | Ronde van Lombardije |  | WK op de weg |
| ---- | --------------- | -------------- | -------------------- |  | ------------ |
| 1954 |                 |                | 11e                  |  |              |
| 1955 | 17e             |                | ↑                    |  |              |
| 1956 | 81e             |                | 13e                  |  | 20e          |
| 1957 | 74e             |                | 8e                   |  |              |
| 1958 | 10e             |                | 13e                  |  |              |
| 1959 |                 |                | 21e                  |  |              |
| 1960 |                 | 42e            | 14e                  |  |              |